# Jakub (Wieczerkow)
Jakub, imię świeckie Josif Iwanowicz Wieczerkow (ur. 24 marca?/4 kwietnia 1792 w eparchii kurskiej, zm. 8 maja?/20 maja 1850 w Petersburgu) – rosyjski biskup prawosławny.

## Życiorys
Był synem diakona służącego w cerkwi w słobodzie Sieriebrianki. W 1814 ukończył seminarium duchowne w Biełgorodzie jako jeden z najlepszych absolwentów. Przez dwa kolejne lata był wykładowcą seminarium, następnie zaś podjął wyższe studia teologiczne w Petersburskiej Akademii Duchownej. W 1819 uzyskał w niej stopień starszego kandydata nauk i prawo ubiegania się o stopień magistra. W tym samym roku, 22 sierpnia, złożył wieczyste śluby mnisze w Ławrze św. Aleksandra Newskiego w Petersburgu. Następnego dnia przyjął święcenia diakońskie, zaś 24 sierpnia – kapłańskie. W tym samym roku Świątobliwy Synod Rządzący skierował go do pracy w seminarium duchownym w Siewsku (Orłowskie Seminarium Duchowne) w charakterze wykładowcy oraz inspektora. Następnie został rektorem zespołu szkół duchownych w Siewsku. W 1821 uzyskał stopień magistra teologii. Od sierpnia 1823 był rektorem seminarium duchownego w Jekaterynosławiu oraz członkiem konsystorza miejscowej eparchii. Uzyskał tytuł profesora nauk teologicznych. W 1827 został mianowany przełożonym Biziukowskiego Monasteru św. Grzegorza i otrzymał godność archimandryty.
27 marca 1832 został wyświęcony na biskupa saratowskiego i carycyńskiego. Jako biskup saratowski w zdecydowany sposób zwalczał staroobrzędowców i wywodzące się z tego ruchu sekty. W okresie sprawowania przez niego urzędu (do 1847) 18 925 staroobrzędowców zostało przyjętych do Rosyjskiego Kościoła Prawosławnego. Biskup Jakub otworzył także niższe szkoły duchowne w Bałaszowie, Nikołajowie i Wolsku, zainicjował budowę 94 nowych cerkwi i wzniósł nową rezydencję biskupią w Saratowie.
W 1847 został przeniesiony na katedrę niżnonowogrodzką. Wyremontował Pieczerski Monaster Wniebowstąpienia Pańskiego w Niżnym Nowogrodzie, w nim też na stałe zamieszkał, osiedlając się w zwykłej celi mniszej. W oczach współczesnych prowadził ascetyczny tryb życia, zachowując całkowity post w pierwszym tygodniu Wielkiego Postu oraz w Wielki Tydzień, wspólnie z mnichami biorąc udział w modlitwach za zmarłych, których imiona zapisano w synodyku monasterskim.
Jako biskup saratowski, a następnie niżnonowogrodzki gromadził zabytki związane z prawosławiem. Na jego polecenie profesor niżnonowogrodzkiego seminarium hieromnich Makary opracował szczegółowy opis eparchii niżnonowogrodzkiej oraz dwanaście biogramów jej dawnych ordynariuszy. W 1849 otrzymał godność arcybiskupa. W tym samym roku został wezwany do Petersburga w celu wzięcia udziału w sesji Świętego Synodu, nagle zachorował i zmarł w czasie pobytu w stolicy. Został pochowany w cerkwi św. Teodora w Ławrze św. Aleksandra Newskiego.
Odznaczony orderem św. Anny II stopnia (1829), I stopnia (1835).